# Петар Бериславич
Петар Бериславич або Петер Берісло хорв. Petar Berislavić — 1475, Трогір — 20 травня 1520) — представник знатного хорватського роду Бериславичів-Трогірських. Бан Хорватії з 1513 до 1520 року, а також єпископ Веспрема.
Народився в далматинському місті Трогір. Перш ніж стати баном Хорватії, він дослужився до сану єпископа Веспрема в римо-католицької церкви. В історію ж він увійшов як один з лідерів хорватів під час османських вторгнень на їх територію.
Здобув дві вирішальні перемоги над османськими силами: спочатку в 1513 році в битві при Дубицях, а потім в 1518 році біля Яйце. У 1520 році він був убитий і обезголовлений після битви у Плешевиці, розташованої між Бихачем і Кореницею.